# Buôn Ma Thuột
Buôn Ma Thuột (wymowaⓘ; także: Buôn Mê Thuột) – miasto w Wietnamie, stolica prowincji Đăk Lăk. W 2009 roku liczyło 211 891 mieszkańców.